# Onciale 0159
- Papyrus
- Onciale
- Minuscules
- Lectionnaire

Le Codex 0159, portant le numéro de référence 0159 (Gregory-Aland) α 1040 (von Soden), est un manuscrit du Nouveau Testament sur parchemin écrit en écriture grecque onciale.

## Description
Le codex se compose d'une folio. Il est écrit en deux colonnes, de 25 lignes par colonne. Les dimensions du manuscrit sont 24 x 17 cm. Les paléographes datent ce manuscrit du VIe siècle,. 
C'est un manuscrit contenant le texte incomplet de l'Épître aux Éphésiens (4,21-24; 5,1-3). 
C'est un palimpseste, le supérieur texte est Arabe.
Le texte du codex représenté est de type mixte. Kurt Aland le classe en Catégorie III.

## Lieu de conservation
Il fut conservé à la Qubbat al-Khazna à Damas en Syrie. Son emplacement actuel est inconnu.